# Trung tâm cộng đồng

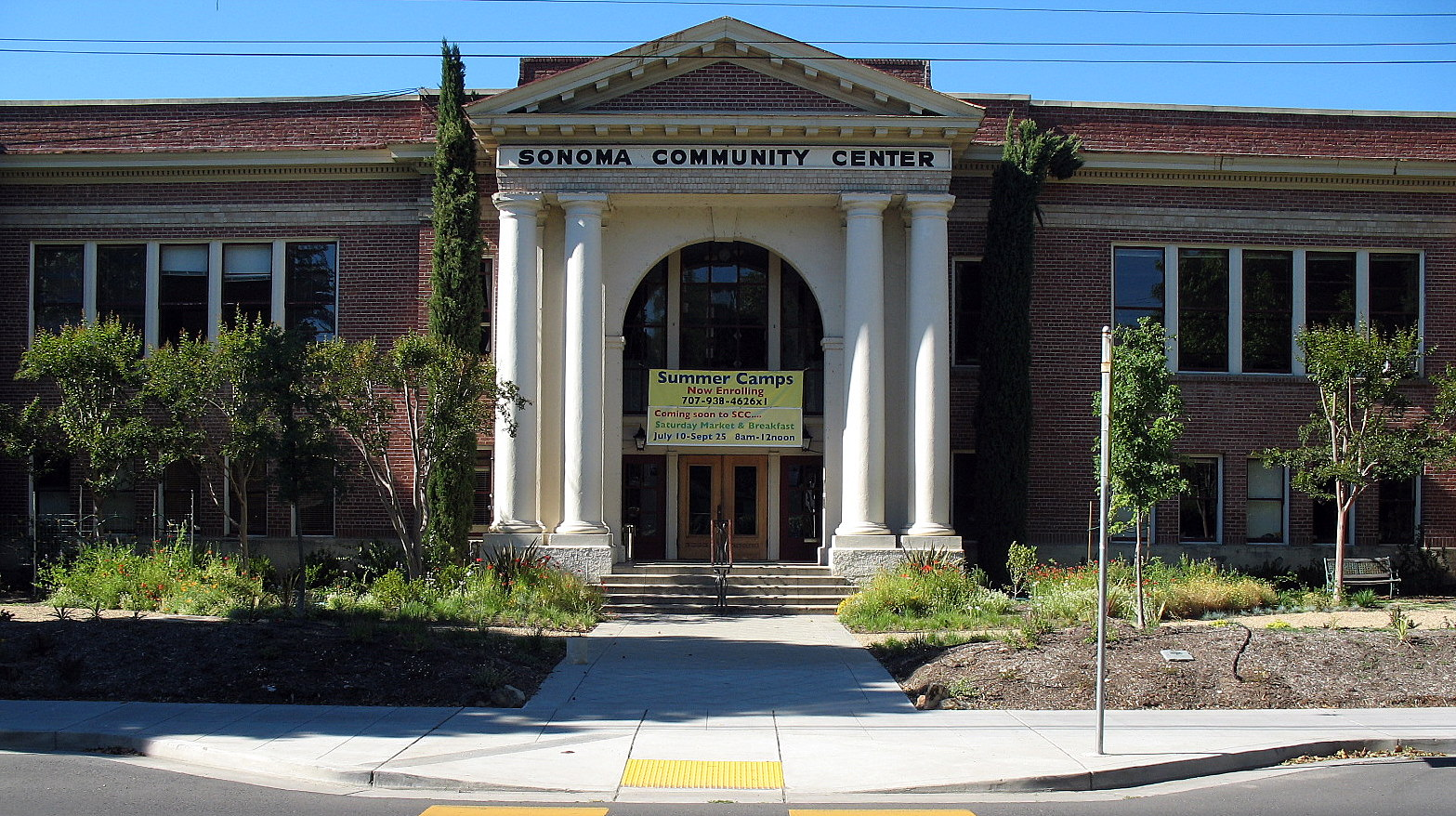
Trung tâm Cộng đồng Sonoma ở thành phố Sonoma, bang California, nước Mỹ.

Trung tâm cộng đồng là những địa điểm công cộng nơi các thành viên của một cộng đồng người sẽ tụ họp cùng nhau để tham gia các hoạt động tập thể, trợ giúp xã hội, thông tin công cộng cũng như nhiều mục đích khác. Nó đôi khi có thể được mở ra dành cho toàn bộ cộng đồng hoặc cho một nhóm riêng biệt bên trong một cộng đồng lớn hơn. Các trung tâm cộng đồng có thể bản chất thuộc về tôn giáo, ví dụ như các trung tâm cộng đồng Kitô giáo, Hồi giáo hoặc của người Do Thái, nhưng cũng có thể mang tính chất thế tục, đơn cử như các CLB giới trẻ.

## Trường học là trung tâm cộng đồng
Tại Vương quốc Anh, nhiều làng xã thị trấn đều có trung tâm cộng đồng của riêng mình, tương tự như đình làng (thời xưa) hay nhà văn hóa thôn/nhà văn hóa xã ở Việt Nam, mặc dù các trường học gần đó có thể có hội đồng hoặc căng tin của mình sau giờ học phục vụ các hoạt động của Trung tâm Cộng đồng. Lấy ví dụ, các trường địa phương gần làng Ouston, hạt Durham, nước Anh có thể tổ chức các hoạt động nhảy múa hoặc thể thao do một trung tâm cộng đồng ở địa phương hỗ trợ.